# Scabiosa caucasica
Scabiosa caucasica là một loài thực vật có hoa trong họ Kim ngân. Loài này được M. Bieb. miêu tả khoa học đầu tiên..

## Hình ảnh

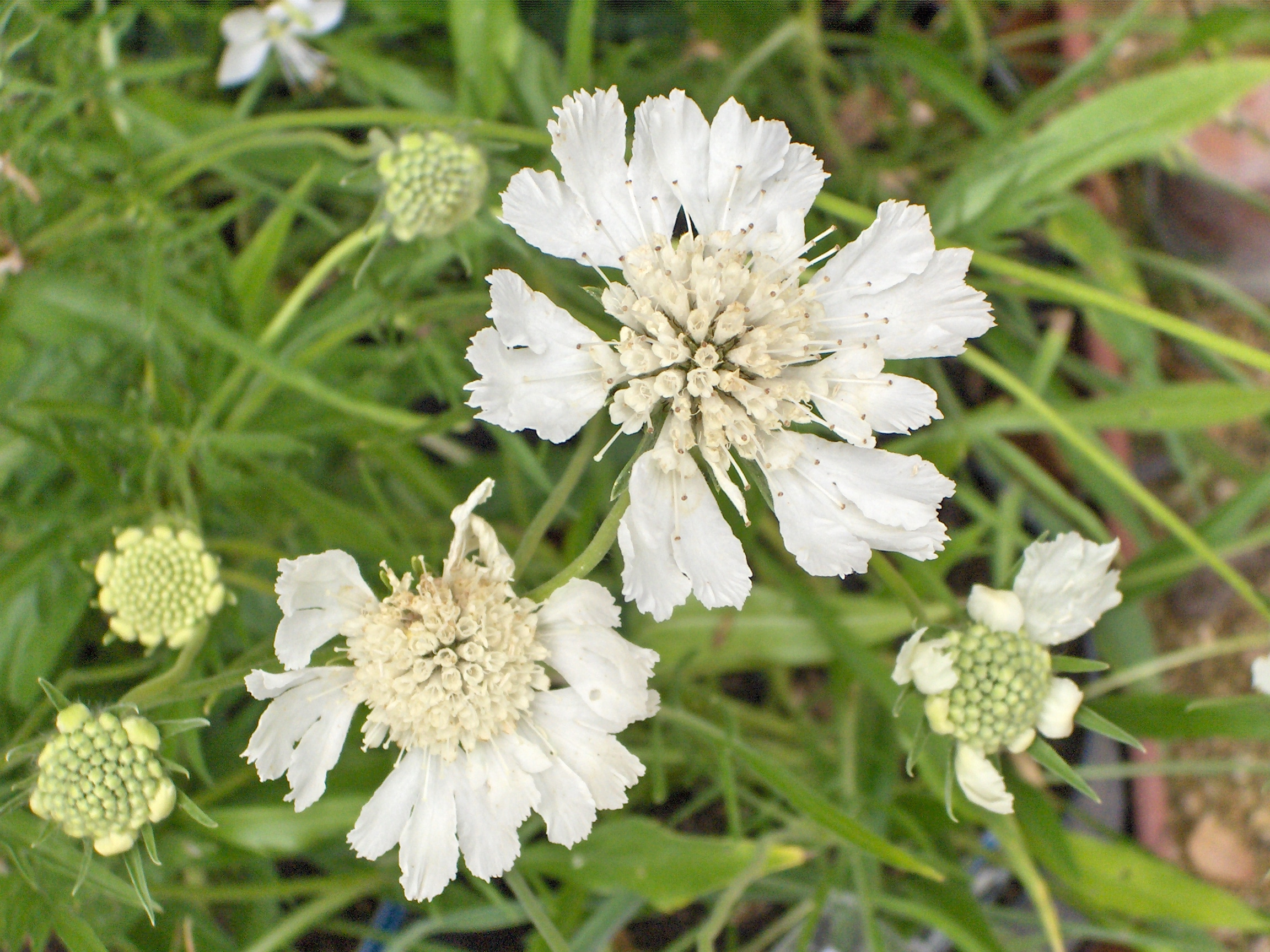
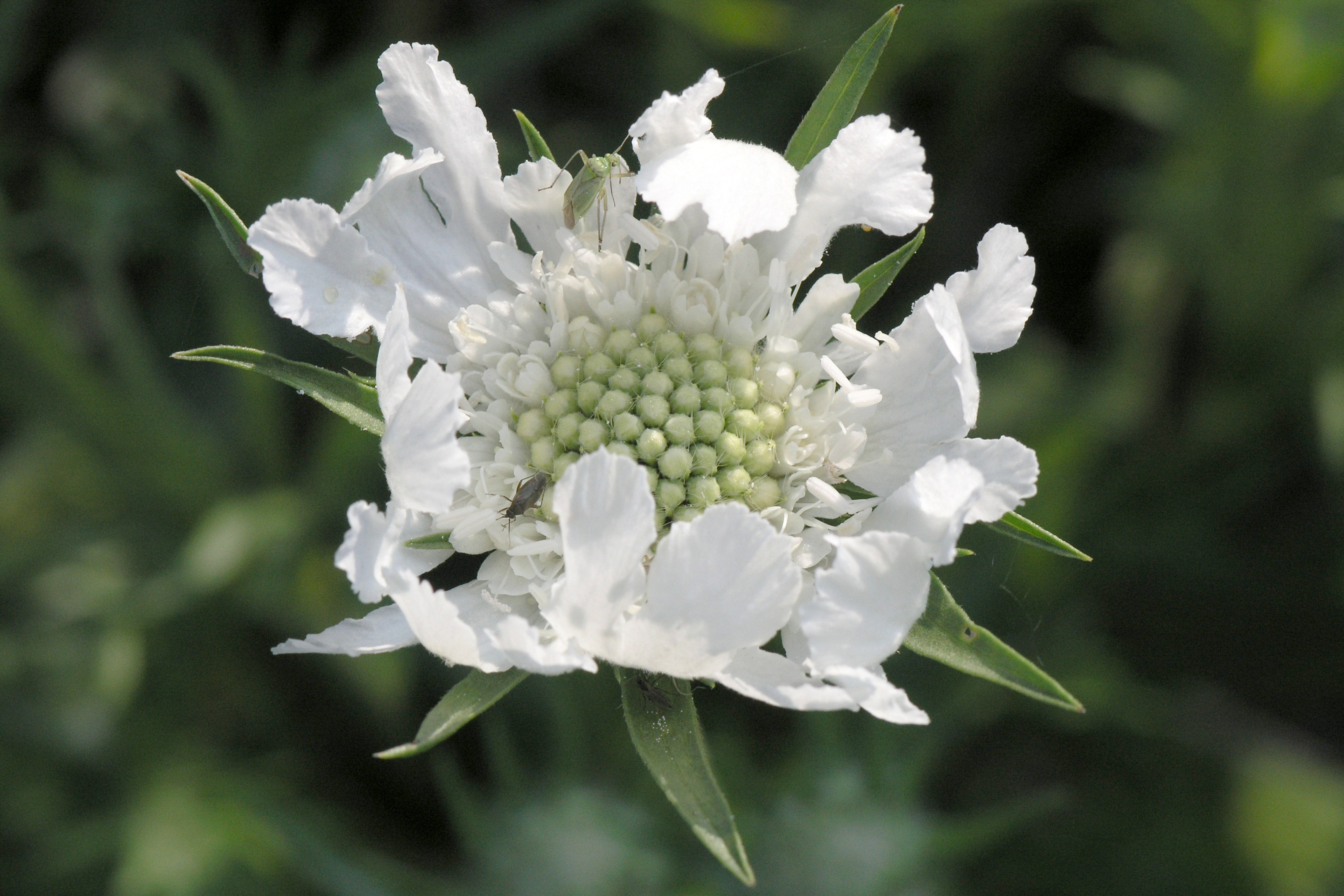
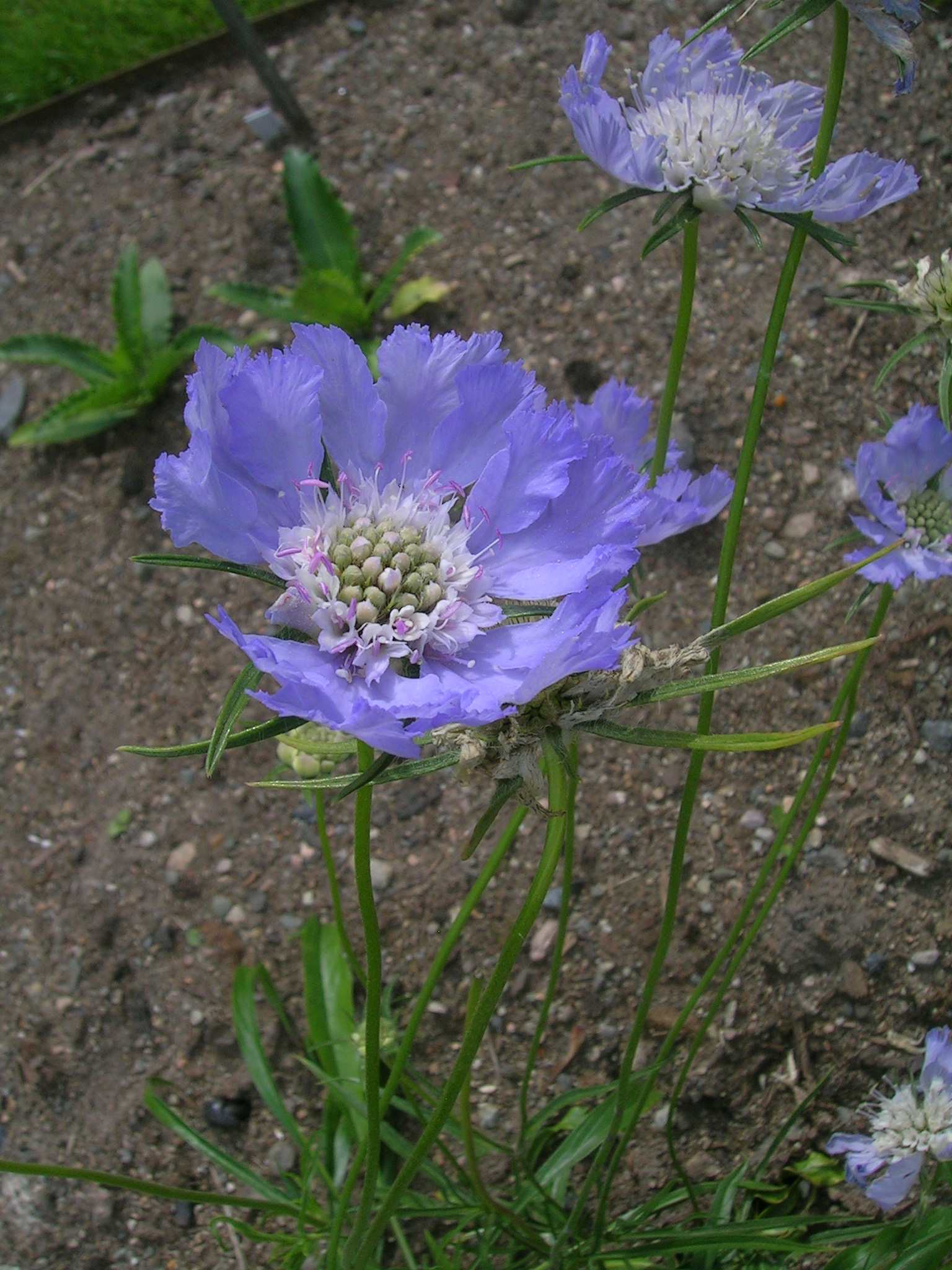